# Starojawornicki Dół
Starojawornicki Dół (850–950 m n.p.m.) - dolina w Górach Bialskich, w Sudetach.
Stroma i głęboka dolina, którą spływają dopływy potoku Bielawka,  położona na jej lewym brzegu, poniżej ujścia Złotego Potoku w lesie regla dolnego. Północnym zboczem podchodzi Czarnobielski Dukt.